# 彭諟庠
彭諟庠（?—?），江蘇省蘇州府元和縣人，清朝政治人物，進士出身。
光緒二十年（1894年），参加光緒甲午科殿試，登進士二甲22名。同年五月，以主事分部学习。